# Saint-Jean-d'Hérans
Saint-Jean-d'Hérans là một xã của tỉnh Isère, thuộc vùng Rhône-Alpes, đông nam nước Pháp.